# Het is woensdag, woehoensdag

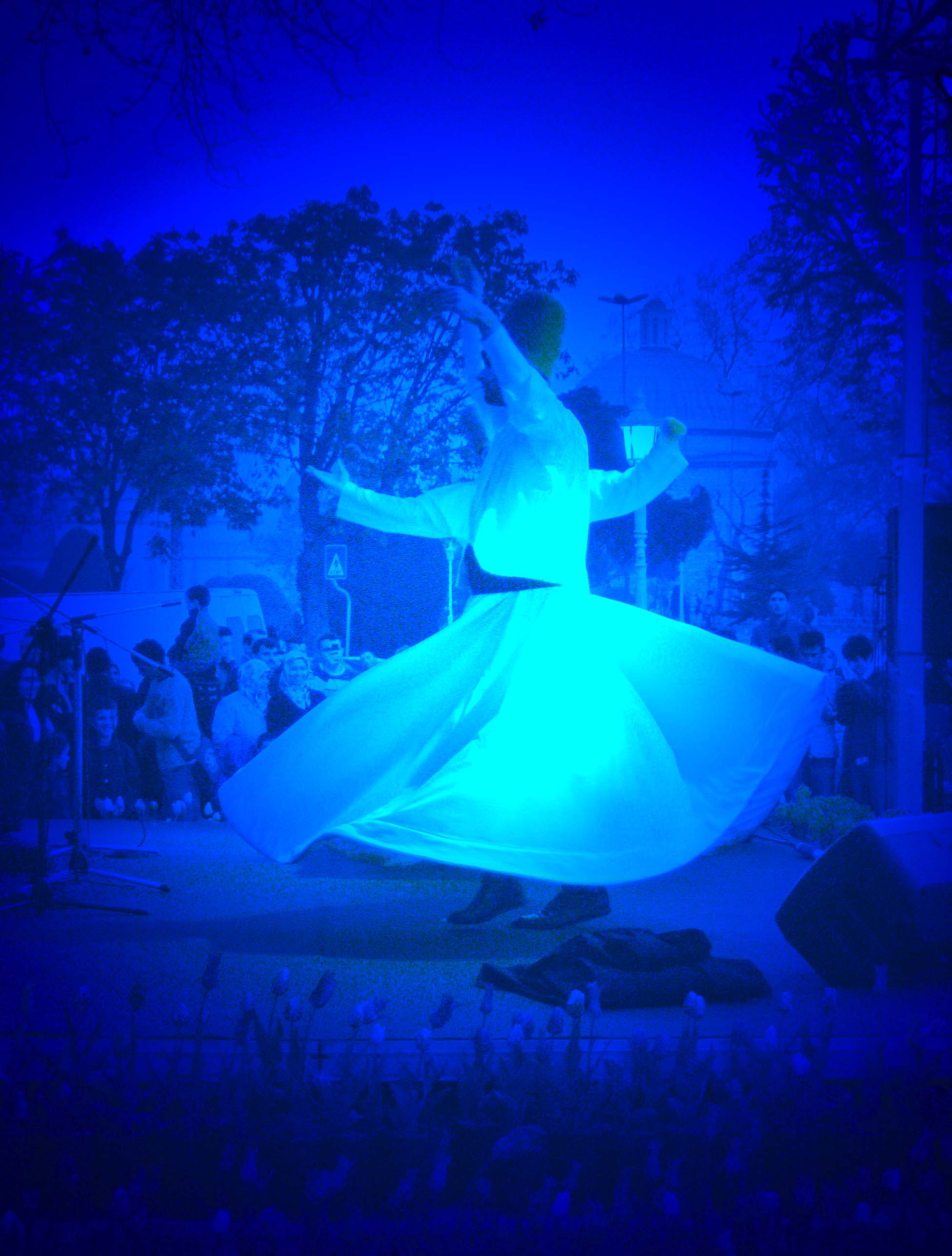
Twee draaiende derwisjen of Mevlevi

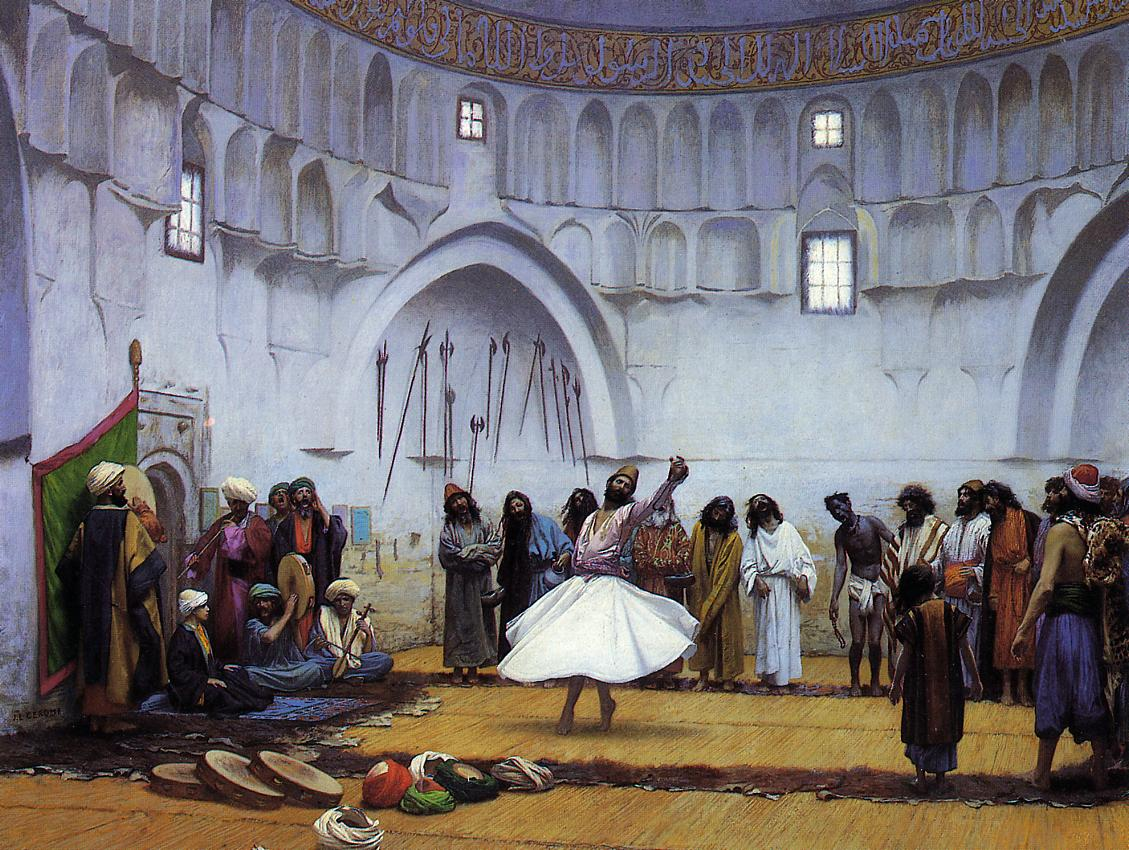
Draaiende derwisj of Mevlevi, ca. 1895

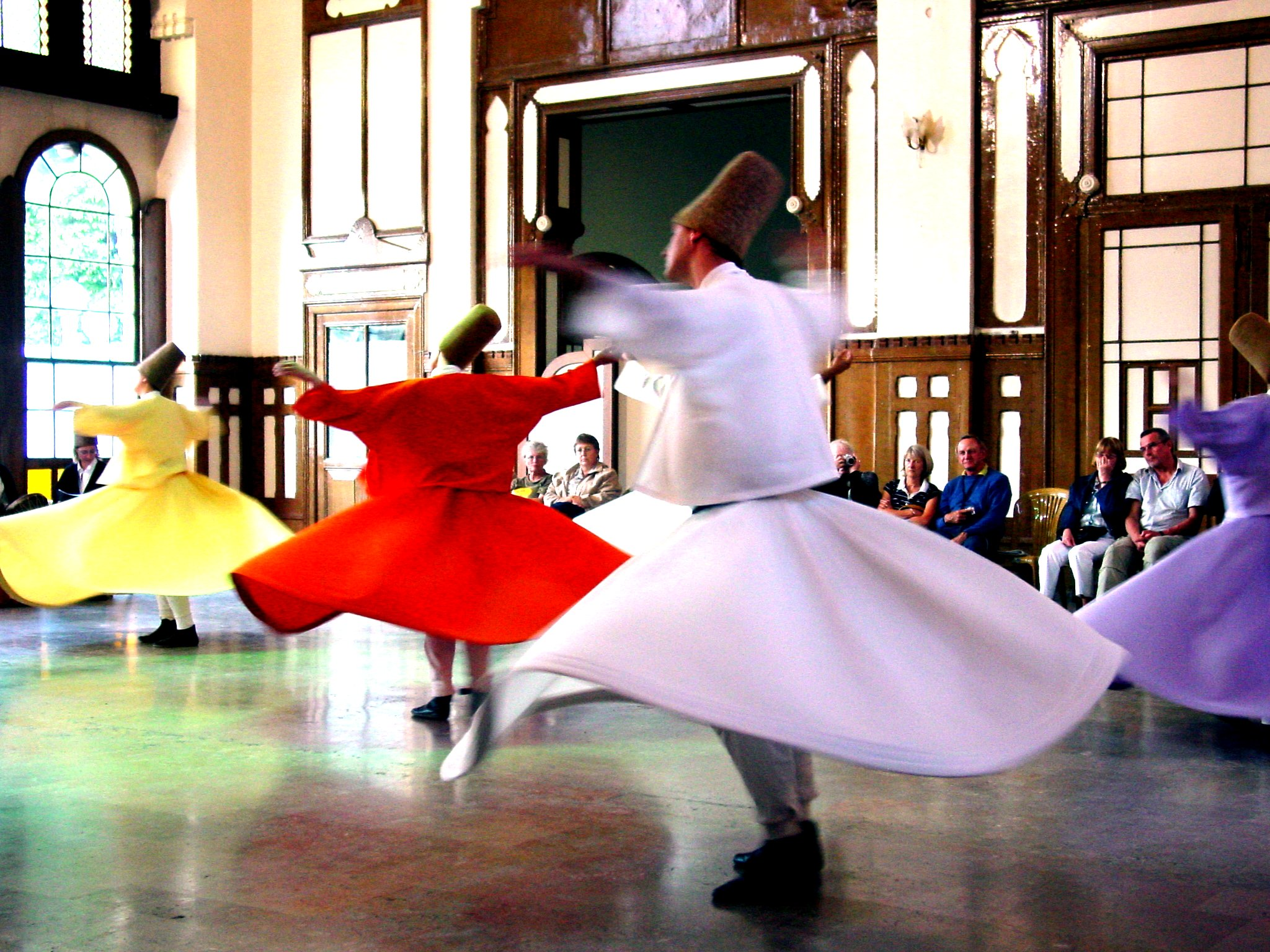
Draaiende derwisjen of Mevlevi

Het is woensdag, woehoensdag of Iki kanburlar (de twee bultenaren) is een sprookje uit Turkije.

## Het verhaal
In vroeger tijden toen de zeef nog in het stro lag, toen de kameel nog boodschapper was en de vlieg nog kapper, waren twee gebochelden vrienden. Een van hen gaat naar het badhuis en hoopt dat hij de bochel afwassen kan. Hij blijft tot iedereen weg is en de badmeester heeft het badhuis afgesloten. De gebochelde roept, maar niemand hoort hem. Hij valt in slaap op een muurbank in de hoek en middernacht hoort hij een hels kabaal. Het badhuis is vol feeën, ze kleden zich uit en wassen zich. Dan maken ze een grote kring en dansen in het rond. Ze zingen "het is woensdag, woehoensdag".
De bochelaar doet mee met de dans en weet dat het in werkelijkheid donderdag is. Hij past zich aan en zingt ook woensdag, ze dansen de hele nacht. De wezens willen iets terugdoen, omdat de bochelaar zich aan hen heeft aangepast. Eén voor één slaan ze op zijn bochel en daarna op de muur en zijn rug is recht. 's Ochtends doet de badmeester het badhuis open en mensen kijken stomverbaasd naar hem. De andere bochelaar vraagt hoe de bochel verdwenen is en hoort wat er is gebeurd.
Hij gaat ook op een donderdag naar het badhuis en wast zich de hele dag. Hij laat zich insluiten en valt ook in slaap op de bank. Middernacht schrikt hij wakker van kabaal en ziet de feeën baden. Hij begint te lachen, dat is toch niet iets voor feeën. De wezens gaan dansen en zingen dat het woensdag, woehoensdag is. De man zingt echter donderdag en als de wezens naar links dansen, danst hij naar rechts en vice versa. De wezens zeggen dat de man precies het tegenovergestelde heeft gedaan en willen hem een beloning geven.
Ze slaan hem een voor een op de rug en verdwijnen. Het gewicht is verdubbeld, er is nog een bochel bijgekomen. Hij gaat naar zijn vriend en hoort dat hij precies hetzelfde als de feeën heeft gedaan, terwijl hij het tegenovergestelde deed. De bochelaar heeft spijt van zijn daden, maar het is te laat en hij heeft de rest van zijn leven met twee bochels rondgelopen.

## Achtergronden
- Het sprookje komt uit het archief van P.N. Boratav in Parijs.
- De feeën dansen en draaien als draaiende derwisjen in hun mystieke islamitische dienst. Steeds dezelfde woorden (die God betreffen) worden opgedreund, dit zorgt voor een trance. Ook in De geduldsteen speelt een derwisj een grote rol.
- Er is een Turks sprookje waarbij de Woensdagheks een arm meisje helpt wat 's nachts katoen moet spinnen voor haar stiefouders. De dochter des huizes, een gemeen wicht, wordt door de Woensdagheks gewurgd. De stiefdochter wordt onbeschrijfelijk mooi door zich in een bepaald water te wassen. In dit verhaal denkt de bochelaar zich mooi te kunnen wassen. In het volksgeloof was water erg belangrijk; goddelijk, genezend en levengevend. Wellicht zijn de feeën in het badhuis de feeën van de Woensdagheks en dansen ze te harer ere.
- Het weghalen (en toevoegen) van de bochel heeft overeenkomsten met de beloning gegeven door Vrouw Holle, hier wordt een meisje met goud bedekt (de ander met pek).
- In De aardmannetjes uit Friesland dansen wezens een reidans, terwijl ze de namen van maandag, dinsdag en woensdag zingen. Sjoerd komt daar van zijn bochel af, Semme Stamelaar krijgt deze juist als hij de dagen van de week afmaakt en bij zondag stottert.
- In Groningen is het verhaal De twee bultenaars bekend, hier overnacht een man in een kamer waar het spookt en rond twaalf uur 's nachts snijden mannen de bochel af. Als zijn broer dit hoort gaat hij naar dezelfde kamer, omdat hij ook wel van zijn bochel af wil. Hij krijgt echter een tweede bochel.[1]
- In een volksverhaal uit Noord-Holland hebben drie palingboeren een bochel. De oudste kreeg ruzie met de middelste en kwakt hem tegen de kerkdeur. Zijn bochel zit aan de kerkdeur vast. De tweede wil zijn bochel ook wel kwijt en begint ook te vechten en ook zijn bochel belandt op de kerkdeur. De derde laat zich tegen de kerkdeur gooien en heeft dan drie bochels[2]
- Er is ook een oud Japans volksverhaal over dansende demonen die een man van zijn gezwel afhelpen en een ander een dubbel gezwel bezorgen.[3] Er is een Frans volksverhaal over nachtdansertjes of kabouters die de bochel met zalf doen verdwijnen, als een ander zaterdag en zondag aan het liedje toevoegt krijgt hij een dubbele bochel.[4] In een ander sprookje krijgt het eerste meisje een geschenk van zes van de zeven dwergjes, de tweede krijgt ook geschenken van de zes en ook de zevende.[5] Aanpassen aan anderen is vaak belangrijk in sprookjes.[6][7] Vergelijk ook Het verhaal van Schele Guurte.
- Een verhaal uit de Ierse mythologie heeft veel overeenkomsten, hier wordt de bochel afgenomen en aangebracht door elfen.
- In een inscriptie van de tempel van Asklepios in Epidauros vinden we ook een soortgelijk verhaal terug. De Thessaliér Pandaros had een brandvlek op zijn voorhoofd en deze verdween nadat hij de aanwijzingen die hij in een droom kreeg, had opgevolgd. De brandvlek kwam in een doek terecht. Hij spijkerde de doek aan de tempel en toen hij thuis kwam, zond hij een slaaf om een dankoffer aan de tempel te schenken. De slaaf had ook een brandvlek op zijn voorhoofd en hij beloofde de god een standbeeld, als hij ook van de vlek bevrijd zou worden. Toen hij de doek omdeed en daarna verwijderde, bleek hij twee brandvlekken op zijn voorhoofd te hebben.
- Het thema komt ook terug in de Irische Elfenmärchen van de gebroeders Grimm.
- Vergelijk Wie zijn billen brandt, moet op de blaren zitten; hierin krijgen de meisjes Woensdag en Vrijdag een beloning voor hun gedrag.
- Zie ook Mevlevi.